# سوزوکی جی‌تی۷۵۰
سوزوکی جی‌تی۷۵۰ (به انگلیسی: Suzuki GT750) یک موتورسیکلت ژاپنی با انجین ۷۵۰ سی‌سی موتور سه‌سیلندر خطی دوزمانه با رادیاتور آب و قدرت ۶۷ اسب بخار است که توسط کمپانی موتورسازی سوزوکی از سال ۱۹۷۱ تا ۱۹۷۷ ساخته می‌شد. این اولین موتورسیکلت ژاپنی با رادیاتور آب بود. انجمن مهندسان خودرو ژاپن این محصول را به عنوان یکی از ۲۴۰ نشان فناوری خودروسازی ژاپن در فهرست خود قرار داده است.

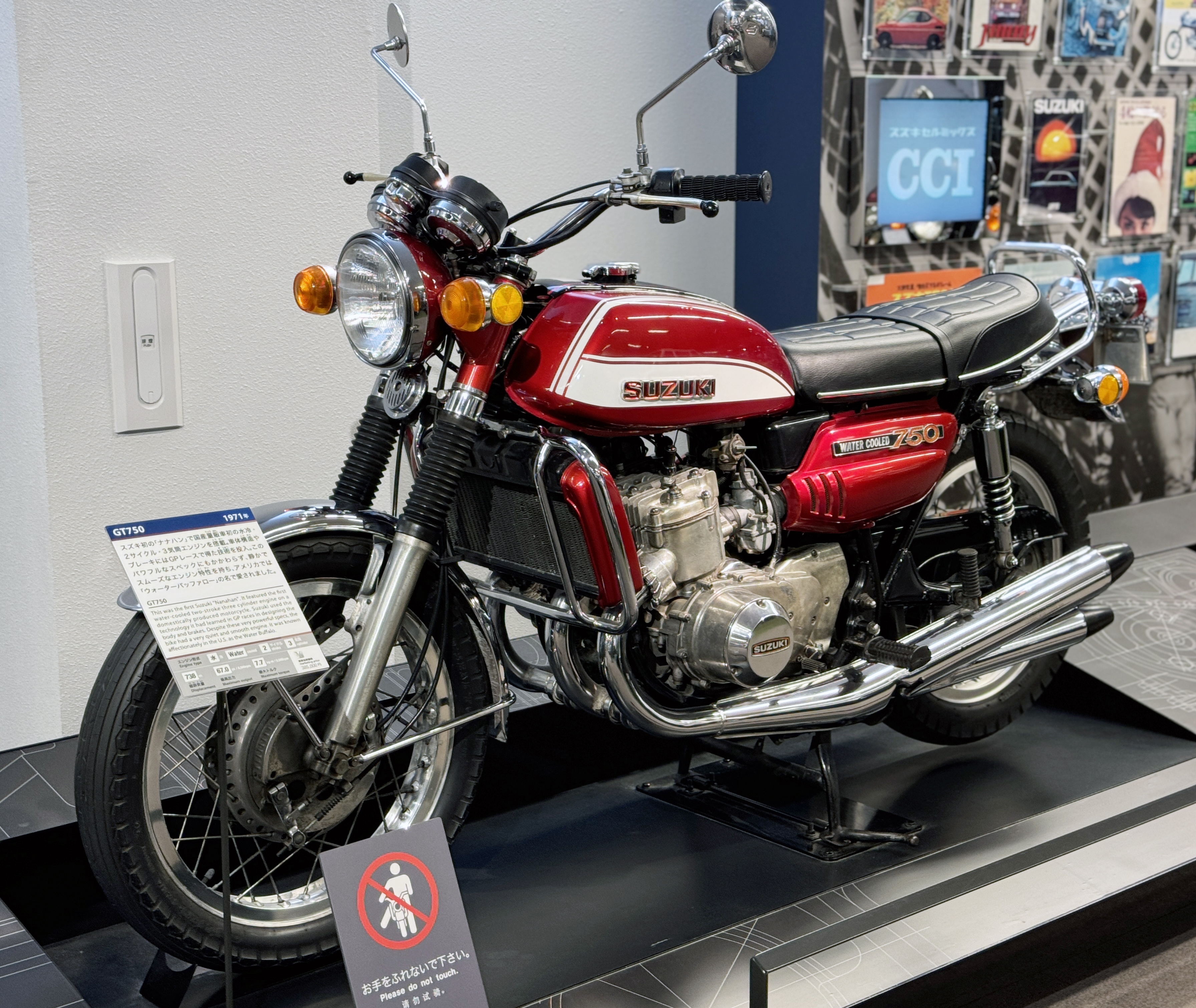
سری اول جی‌تی۷۵۰ با ترمز کاسه‌ای جلو

در نهایت مانند تمام موتورسیکلت‌های دوزمانه بزرگ اواخر دهه ۱۹۷۰، این محصول قربانی مقررات سختگیرانه‌تر انتشار گازهای گلخانه‌ای و رقابت با پیشرفت‌های فنی موتورسیکلت‌های چهارزمانه شد. و درسال ۱۹۷۷ باعث توقف تولید این موتورسیکلت شد.